# Cả Mọc
Cả Mọc (khoảng 1870 - 1947), tên khai sinh là Hoàng Thị Uyên; là một danh nhân thành đạt, là nhà từ thiện, và là người thành lập nhà nuôi dưỡng trẻ miễn phí đầu tiên tại Hà Nội, Việt Nam trước năm 1945.

## Cuộc đời
Hoàng Thị Uyên (tức Cả Mọc sau này) là người làng Kim Lũ, xã Đại Kim huyện Thanh Trì, phủ Thường Tín, tỉnh Hà Đông (nay thuộc phường Kim Giang, quận Thanh Xuân, thành phố Hà Nội).
Bà là con gái ông cử Hoàng Đạo Thành, hiệu Cúc Lữ, từng làm Tri phủ, nhưng sau đó từ quan về quê, rồi tham gia phong trào Duy Tân. Để khơi dậy lòng yêu nước trong nhân dân, ông viết: Đại Nam hành nghĩa liệt nữ truyện, Việt sử tân ước toàn biên, Việt sử tứ sự.
Bà còn có người em ruột tên Hoàng Đạo Thúy. Ông này là một nhà giáo yêu nước, là một trong những người đầu tiên thành lập Phong trào Hướng đạo ở Việt Nam.

### Về nhà chồng
Đến tuổi lấy chồng, bà Cả Mọc nhận lời làm vợ ông Nguyễn Huy Vị, hiệu Hoành Tô, là con trai một của ông tú Nguyễn Đôn, người làng Hạ Đình (nay là phường Hạ Đình, quận Thanh Xuân, thành phố Hà Nội). Chung sống được mấy năm thì chồng mất, khi hai người chưa có đứa con nào. Không lâu sau, cha chồng cũng qua đời, bà Cả Mọc vẫn ở vậy để phụng dưỡng bà Tú (mẹ chồng), dù lúc bấy giờ tuổi bà chỉ ở khoảng 20.
Quá thương nhớ chồng con, bà Tú đâm ra quẩn trí, thường hành hạ người con dâu trẻ đủ điều. Biết tình cảnh này, sư cụ chùa Quan Nhân liền đem bà Cả Mọc về giấu nuôi trong chùa. Thế nhưng, khi vắng con dâu, bà Tú càng phát cuồng hơn. Cuối cùng, nhà sư đành phải đưa bà Cả Mọc về nhà để chăm sóc cho bà. Sau, hiểu được bà Cả Mọc thực sự là người nết na, hiếu thảo, tâm trí bà Tú dần hồi phục và cũng không còn đay nghiến người con dâu nữa.

### Ra thành thị kiếm sống
Vì nhà chồng không có ruộng để cấy cày nên hằng ngày, bà Cả Mọc phải thức dậy thật sớm, nấu cơm cho mẹ chồng xong, vội vàng quẩy gánh đi theo những người cùng làng ra thành thị kiếm sống. Tại phố Hàng Đào (Hà Nội), bà làm thuê cho các gia đình khá giả, để kiếm được tiền nuôi thân và nuôi mẹ chồng. Đến khi bà Tú quyết vào ở hẳn trong chùa, bà Cả Mọc mới đến trọ ở ngõ Miếu (Hàng Bạc), để khỏi phải đi về khuya sớm.
Nhờ chăm chỉ và tiện tặn, ít lâu sau bà dành dụm được một ít vốn. Vay mượn thêm của bạn bè, bà Cả Mọc mở một cửa hàng nhỏ bán tơ lụa ở phố Hàng Đào, đặt tên là Nghĩa Lợi. Và cũng nhờ mua bán thật thà, giữ được chữ tín, nên cửa hàng của bà ngày một đông khách. 
Khắm khá, bà Cả Mọc cùng với người em gái lo việc phụng dưỡng cha (khi ông Thành bỏ quan về nhà ở ẩn), nuôi hai em và hai cháu mồ côi. Gặp một em bé bị bỏ bên đường, bà cũng bế về nuôi. Người con nuôi sau này lớn lên đi theo cách mạng, bị nhà cầm quyền Pháp bắt được; và họ đã cho lính đến nhà bà xét hỏi, gây khó dễ suốt mất tháng liền.
Đến khi các em, các cháu đã tự lo được cho bản thân, bà mẹ chồng cũng đã được bà xây cho một ngôi chùa để nơi trì tụng, bà bắt đầu dành phần lớn tâm trí và tiền bạc vào việc làm từ thiện... Chuyện kể rằng vào năm 1923 và nhiều năm sau đó, Nam Định và Thái Bình cứ liên tiếp bị lụt lội, khiến dân tình hết sức đói khổ. Trước tình cảnh ấy, bà xuất ngay tiền nhà ủng hộ. Hết tiền, bà còn hăng hái đi đến các nơi quen biết để vận động, quyên góp thêm.

### Làm việc nghĩa
Không chỉ có vậy, vào năm 1930, lúc này tuổi bà đã trên dưới 60, bà quyết định lập nhà nuôi dạy trẻ mồ côi, như bấy lâu nay bà đã thầm ước nguyện. Buổi đầu e ngại, bà Cả Mọc đến gặp ông Nguyễn Văn Vĩnh, chủ báo Trung Bắc Tân Văn, để mời ông đứng ra lập hội. Nghe xong, ông Vĩnh khuyên bà nên mạnh dạn đứng ra làm và ông hứa sẽ ủng hộ và cổ động cho nhiều người cùng tiếp tay.
Ít lâu sau, Hội Tế sinh ra đời, bà Cả Mọc được bầu làm Hội trưởng, bác sĩ Trần Văn Lai làm hội phó, nhà giáo Hoàng Đạo Thúy làm thư ký, còn vợ ông Phạm Quỳnh (chủ báo tạp chí Nam Phong) làm thủ qủy. Và ít lâu sau nữa, một khu đất rộng hơn ngàn mét vuông ở ngõ Hàng Đũa (nay là phố Ngô Sỹ Liên), gần Văn Miếu được bà Cả Mọc bỏ tiền túi ra mua, rồi cho xây dựng lên ở đó một khu nhà gồm nhiều căn nhỏ vây quanh bốn mặt, cổng đi vào có mái ba tầng cong như mái chùa, có đắp hàng chữ nổi "Ấu nhân chi ấu" (mang ý nghĩa: Yêu con mình, yêu cả con người), do kiến trúc sư Đào Huân vẽ kiểu.
Khi hiểu mục đích cao cả này, các thanh niên ở Hướng đạo sinh Hà Nội rủ nhau đến góp công (sau này họ còn lãnh trách nhiệm trông nom và dạy dỗ trẻ), ông Thanh (chủ thầu xây dựng) không nhận tiền công thợ; còn các ông Hoàng Đạo Thúy, Ngô Bích San, Phạm Lợi, Trịnh Hữu Ngọc (họa sĩ vẽ trang trí lớp)...thì tình nguyện tổ chức "Trại trẻ và Lớp mẫu giáo" đồng thời lo luôn việc làm đồ chơi, học cụ...Hoạt động thường xuyên của khu nhà là "sáng nhận trẻ đến, chiều trả trẻ về". Nếu cha mẹ trẻ nào bận phải đi xa nhiều ngày, cũng được nhận giữ. Ở đây, trẻ có người tắm rửa, cho trẻ ăn uống miễn phí. Nhưng ai có lòng hảo tâm tặng quà hay tiền thì Hội Tế Sinh thu nhận.
Tiếng lành đồn xa, khu nhà của Hội Tế Sinh ngày càng được nhiều chức sắc Việt và Pháp đến thăm viếng, và tỏ lời khen ngợi, trong số đó có phái viên của chính phủ Pháp là Justin Godard (năm 1937), vua Bảo Đại và Hoàng hậu Nam Phương...
Bên cạnh đó, bà Cả Mọc còn làm nhiều việc từ thiện khác, chẳng hạn như: 
- Năm 1940, bà hiến cho hội Phật giáo một ngôi chùa và một trang trại ở Kim Anh (Phúc Yên).
- Năm 1941, bà lại hiến cho Hội Tế Sinh một khu đất ở Phù Ninh, rồi còn đứng ra vận động xây được một bệnh viện (có cả nhà dưỡng lão) ở nơi đó.
- Khoảng năm 1943, bà mua một miếng đất ở Nội Bài (nay thuộc huyện Sóc Sơn, Hà Nội), để lập một dãy nhà dài 30 mét, dùng làm nơi nuôi dưỡng những ông bà lão không có nơi nương tựa. Trong mấy năm liền, bà lo ăn ở và khám chữa bệnh cho khoảng ba mươi người.

Vì những nghĩa cử vừa kể, năm 1946, bà Cả Mọc được Chủ tịch Hồ Chí Minh mời đến Bắc Bộ Phủ (nay là Nhà khách chính phủ) dùng trà và nhận lời khen ngợi...

### Mất
Năm 1947, khi cuộc kháng chiến chống Pháp bùng nổ, bà Cả Mọc đưa các cháu sơ tán lên Nội Bài và mất ngày 19 tháng 7 năm đó, ở ngay nơi mảnh đất có ngôi nhà dành để nuôi dưỡng những người già neo đơn

## Thông tin thêm
Trong cuốn tiểu thuyết Trúng số độc đắc của Vũ Trọng Phụng (được xuất bản năm 1938), tác giả đã xúc động kể về nhà Tế Sinh vì ông thường xuyên đến thăm trại. Nhờ báo đưa tin, vua Bảo Đại mới biết ở nước Nam có một trại trẻ văn minh đến như vậy, và đã quyết định ra thăm. Hôm đó bà cử bác sĩ Lai tiếp khách, còn bà vẫn cứ buôn bán bình thường, đến lúc vua cho gọi thì bà mới đến. 
Khi trở lại Huế, nhà vua có gửi ra ban tấm bảng vàng "Tiết nghĩa" cho bà Cả Mọc nhưng bà từ chối, vì cho rằng đó là việc làm bình thường. Thế nhưng mấy năm sau, phụ nữ Vinh tặng bà bức hoành "Gia đình theo Phật" thì bà vui vẻ nhận.
Hiện nay, cửa hàng tơ lụa xưa (nay là số 25 Hàng Đào) vẫn còn; và nơi có khu nhà Tế Sinh, giờ đây là Bệnh viện Đa Khoa Hồng Hà (số 16, phố Nguyễn Như Đổ, phường Văn Miếu, quận Đống Đa, thành phố Hà Nội).